# Lustrochernes dominicus
Lustrochernes dominicus är en spindeldjursart som beskrevs av Clarence Clayton Hoff 1944. Lustrochernes dominicus ingår i släktet Lustrochernes och familjen blindklokrypare. Inga underarter finns listade i Catalogue of Life.